# Richard Tice
Pour les articles homonymes, voir Tice (homonymie).
Richard Tice, né le 13 septembre 1964, est un homme politique britannique.
Gérant d'un fonds immobilier, Richard Tice est multimilionnaire.
En vue du référendum de 2016, il milite pour le départ du Royaume-Uni de l’UE en créant, avec Aaron Banks, le groupe de campagne pro-Brexit Leave.EU.
Élu député européen pour le Parti du Brexit en 2019, il est président (depuis 2019) puis chef (depuis 2021) de ce parti, renommé Reform UK à la suite du Brexit.

## Biographie
Richard Tice naît à Farnham (comté de Surrey) et grandit dans les Midlands. Il est le petit-fils du promoteur immobilier Bernard Sunley. Sa mère est la Deputy Lieutenant Joan M. Tice.
Il étudie dans une école préparatoire du Northamptonshire, puis à la Uppingham School, qu'il fréquente en 1978. Il obtient ensuite un baccalauréat universitaire d'économie de la construction et de gestion des approvisionnements à l'université de Salford.
Gérant d'un fonds immobilier et proche du courant libertarien, il est un opposant résolu à l'Union européenne, dont il estime que la législation n'est pas assez favorable au secteur financier. 

## Carrière politique
Cofondateur de Leave.EU en vue du référendum sur l'appartenance du Royaume-Uni à l'Union européenne et dirigeant de l'organisation Leave Means Leave, il est élu député européen en 2019 sur la liste du Parti du Brexit de Nigel Farage dans la circonscription d'Angleterre de l'Est. Le 6 mars 2021, il succède à Nigel Farage comme chef de Reform UK (nouvelle dénomination du Parti du Brexit), cumulant cette fonction avec sa présidence, qu'il occupe depuis avril 2019.
Richard Tice se réclame de Donald Trump. Il souhaite baisser les impôts et les dépenses publiques, ainsi que « geler » toute immigration « non essentielle ». Transfuge du Parti conservateur, il a adopté un discours très critique vis-à-vis de son ancien parti, affirmant que seule sa formation pouvait « sauver » le Royaume-Uni, qui aurait été « brisé » par treize années de domination conservatrice. Ben Habib, le vice-président de Reform UK, affirme même vouloir « anéantir le Parti conservateur ».
Reform UK est décrit comme une formation « populiste » qui se « nourrit de la frustration des électeurs ». Elle vise en particulier les électeurs conservateurs issus des classes populaires, qui subissent la hausse du coût de la vie et le délabrement des services publics. Dans les circonscriptions très « pro-Brexit » du nord de l’Angleterre, le parti pourrait aussi menacer le vote travailliste. Il investit en particulier la question migratoire et dénonce « l'hypocrisie » des conservateurs au pouvoir, qui tout en adoptant une rhétorique antimigrants dans les médias ont fortement augmenté les arrivées de migrants pour répondre aux besoins économiques du Royaume-Uni. D'abord donné très bas dans les sondages, notamment en raison de sa ligne politique floue, Reform UK se rapproche des 10 % d'intentions de vote début 2024.

## Résultats électoraux
Élections générales britanniques de 2019 — Hartlepool :
| Parti politique         | Parti politique         | Nom                     | Voix   | %       | ±%    | Maj.  |
| ----------------------- | ----------------------- | ----------------------- | ------ | ------- | ----- | ----- |
|                         | Travailliste            | Mike Hill (sortant)     | 15 464 | 37,68 % | −14,8 | 3 595 |
|                         | Conservateur            | Stefan Houghton         | 11 869 | 28,92 % | −5,3  |       |
|                         | Brexit                  | Richard Tice            | 10 603 | 25,84 % | 25,8  |       |
|                         | Libéraux-démocrates     | Andy Hagon              | 1 696  | 4,13 %  | 2,3   |       |
|                         | Indépendant             | Joe Bousfield           | 911    | 2,22 %  | 2,2   |       |
|                         | Socialiste-travailliste | Kevin Cranney           | 494    | 1,2 %   | 1,2   |       |
| Total des votes valides | Total des votes valides | Total des votes valides | 41 037 | 100 %   |       |       |
| Électeurs inscrits      | Électeurs inscrits      | Électeurs inscrits      | 70 855 |         |       |       |